# A Man of Reason
A Man of Reason (en hangul, 보호자; en hanja, 保護者; romanización revisada, Bohoja; significado, ‘Guardián’) es una película surcoreana dirigida por Jung Woo-sung y protagonizada por él mismo, junto con Kim Nam-gil, Park Sung-woong, Kim Jun-han y Park Yoo-na. Se presentó en el Festival Internacional de Cine de Toronto el 13 de septiembre de 2022, y se estrenó en sala en Corea del Sur el 15 de agosto de 2023.

## Sinopsis
Después de haber pasado diez años en prisión por un asesinato, Soo-hyeok visita a su exnovia Min-seo y se entera de que mientras tanto ella ha tenido una hija. Quiere vivir una vida tranquila con ambas, por lo que acude al nuevo jefe Eung-guk para decirle que quiere cortar con su pasado criminal. Sin embargo, Eung-guk no quiere desprenderse de él, y ordena a Seong-joon, el segundo al mando de la organización, que lo vigile. Seong-joon llama a Woo-jin y Jin-ah, una pareja de asesinos conocidos como «lavadoras», y les encarga que eliminen a Soo-hyeok.

## Reparto
- Jung Woo-sung como Soo-hyuk.[5]
- Kim Nam-gil como Woo-jin.[6][7]
- Park Sung-woong como Eung-guk.[6]
- Kim Jun-han como Seong-joon.[8][9]
- Park Yoo-na como Jin-ah.[10][11]
- Lee Elijah como Min-seo.[12][13]
- Ryu Jian como In-bi, la hija de Min-seo y Soo-hyuk.[13]

## Producción
Habiendo ya dirigido algunos cortometrajes entre 2013 y 2014, A Man of Reason es el debut como director de largometrajes del actor Jung Woo-sung. Después de terminar Innocent Witness (2019) presentó el guion a la productora Studio Take, que lo aceptó, pero quien estaba previsto como director renunció por motivos personales, y Jung aceptó la sugerencia de dirigir la película él mismo. El rodaje comenzó el 10 de febrero de 2020.
El 6 de julio de 2023 se anunció la fecha del estreno en Corea del Sur, al tiempo que se publicaba un cartel de la película. EL 9 de agosto se presentó en una conferencia de prensa celebrada en el Lotte Cinema de la Universidad Konkuk de Seúl.

## Estreno y taquilla
La película fue invitada a algunos festivales de cine en el extranjero, como el 47.º Festival Internacional de Cine de Toronto, el 55.º Festival Internacional de Cine Fantástico de Sitges (Ángel Sala, director del festival, justificó la invitación porque Jung «ha creado un nuevo thriller coreano moderno con un enfoque innovador y único») y el 42.º Festival Internacional de Cine de Hawái, donde además Jung recibió un premio a la carrera.
El estreno comercial se produjo el 15 de agosto de 2023 en 685 salas de cine. Tuvo una débil acogida por parte del público: el primer día vendió 40 222 entradas, y llegó a 56 640 el segundo, quedando séptima y sexta respectivamente en la taquilla surcoreana. Con estas cifras, se dudaba ya que pudiera recuperarse la inversión, que se estimaba en 8000 millones de wones, por lo que para alcanzar el punto de equilibrio se necesitaba 1,5 millones de espectadores. En esos dos primeros días, con una taquilla del equivalente a 420 504 dólares, se había situado en trigésimo cuarta posición entre las películas surcoreanas estrenadas en 2023, y después de dos semanas había subido a la vigésimo quinta plaza con 890 000 dólares.

## Crítica
En su reseña para Cine 21, Yoo Seon-ah señala que «la fortaleza de esta película radica en su estabilidad dependiente del género», aunque puede «ser un factor de riesgo para las audiencias que esperan frescura». Encuentra que «algunas escenas de acción impresionantes y personajes únicos que son difíciles de encontrar en géneros similares le dan a esta película una personalidad propia», y destaca sobre los demás el papel de Kim Nam-gil como un asesino con una «energía difícil de predecir».

## Premios y nominaciones
| Año  | Premios                                      | Categoría                      | Candidato     | Resultado | Ref.          |
| ---- | -------------------------------------------- | ------------------------------ | ------------- | --------- | ------------- |
| 2022 | 42.º Festival Internacional de Cine de Hawái | Premio a la carrera Halekulani | Jung Woo-sung | Ganador   | [ 20 ] [ 25 ] |